# Alekseï Pridorojny
Alekseï Vladimirovitch Pridorojny (en russe : Придорожный, Алексей Владимирович) est un joueur d'échecs russe né le 27 août 1981 à Sourgout en Sibérie occidentale.
Au 1er janvier 2020, il est le 43e joueur russe et le 239e joueur mondial avec un classement Elo de 2 601 points.

## Biographie et carrière
Grand maître international depuis 2011, Pridorojny a participé à cinq coupes du monde à Khanty-Mansiïsk en Russie, où il fut éliminé à chaque fois au premier tour : par Joël Lautier en 2005 (1 à 3 après départages), par Wang Yue en 2007 (0,5 à 1,5), par Ievgueni Alekseïev en 2009 (0,5 à 1,5), par Fabiano Caruana en 2011 (0,5 à 1,5) et par Wang Hao en 2019 (battu 2,5 à 3,5 après départages).
Il participa à l'Olympiade d'échecs de 2010 au quatrième échiquier de l'équipe de Russie 3 qui finit douzième de la compétition (l'équipe comprenait également Iakovenko, Motyliov, Roublevski et Kabanov). Pridorojny marqua 5,5 points en 9 parties. La même année, il remporta la médaille d'argent par équipe lors de la coupe d'Europe des clubs d'échecs (il était remplaçant et marqua 3,5 points sur 5).
Il a remporté championnat d'Oural en 2015 (avec 7 points sur 9) et 2016 (8 / 9), le mémorial Nejmetdinov en 2015 (7,5 /  9) et 2016 (8 / 9).
En 2019, il finit deuxième du mémorial  Vladimir Dvorkovitch (qui fait partie de la coupe de Russie) et deuxième ex æquo de l'open de Moscou 2019 (ex æquo avec Dmitri Kriakvine, Sanan Siouguirov, Oleg Ivanov et Igor Lyssy.
En 2017, il remporta le tournoi de blitz du mémorial Dvorkovitch (7,5 / 9). Il est champion de Russie de parties rapides en octobre 2019.